# Que Sí Que No
"Que Sí Que No" é uma canção do cantor e compositor mexicano Christian Chávez. Conta com participação do cantor e drag queen Grag Queen. A canção foi lançada para download digital e streaming através da Warner Music em 17 de junho de 2022.

## Antecedentes e lançamento
A divulgação do single começou com publicações de Chávez e Grag nas redes sociais anunciando o próximo single intitulado "Que Sí Que No". Esta canção foi marcada por ser o primeiro single em espanhol que Grag lançou em sua careira. "Que Sí Que No" foi lançada para download digital e streaming em 17 de junho de 2022.
| “ | Nem no meu maior sonho eu imaginaria lançar uma parceria com uma das pessoas que mais admiro no mundo desde muito tempo! O Christian esteve presente nas minhas primeiras expressões artísticas e também foi extremamente representativo no meu processo de descoberta enquanto um menino gay. Quando ele me convidou para participar da faixa, eu tive múltiplos surtos de felicidade | ” |
|   | — Grag Queen. |   |

## Faixas e formatos
| Download digital / streaming |                 |         |  |
| N.º                          | Título          | Duração |  |
| 1.                           | "Que Sí Que No" | 2:43    |  |

## Histórico de lançamento
| Região | Data                | Formato(s)                 | Gravadora(s) | Ref.  |
| ------ | ------------------- | -------------------------- | ------------ | ----- |
| Várias | 17 de junho de 2022 | Download digital streaming | Warner Music | [ 6 ] |